# باشگاه فوتبال فیرنسی
باشگاه فوتبال فیرنسی، یک باشگاه فوتبال پرتغالی مستقر در سانتا ماریا دا فیرا است. که در ۱۸ مارس ۱۹۱۸ تأسیس شد و در رده دوم فوتبال پرتغال بازی می‌کند. این باشگاه بازی‌های خانگی خود را در ورزشگاه مارکولینو د کاسترو با ظرفیت ۵۵۰۰ تماشاگر انجام می‌دهد.

## افتخارات
- لیگا پرتغال ۲
  - نائب قهرمانی (۱): ۲۰۱۰-۱۱
- Portuguese Second Division
  - قهرمانی (۱): ۲۰۰۲-۰۳
  - نائب قهرمانی ها (۳): ۱۹۶۱-۶۲, ۱۹۷۶-۷۷, ۱۹۹۳-۹۴
- AF Aveiro First Division
  - قهرمانی ها (۳):  ۱۹۵۹-۶۰, ۱۹۶۵-۶۶, ۱۹۶۷-۶۸